# Amplikon

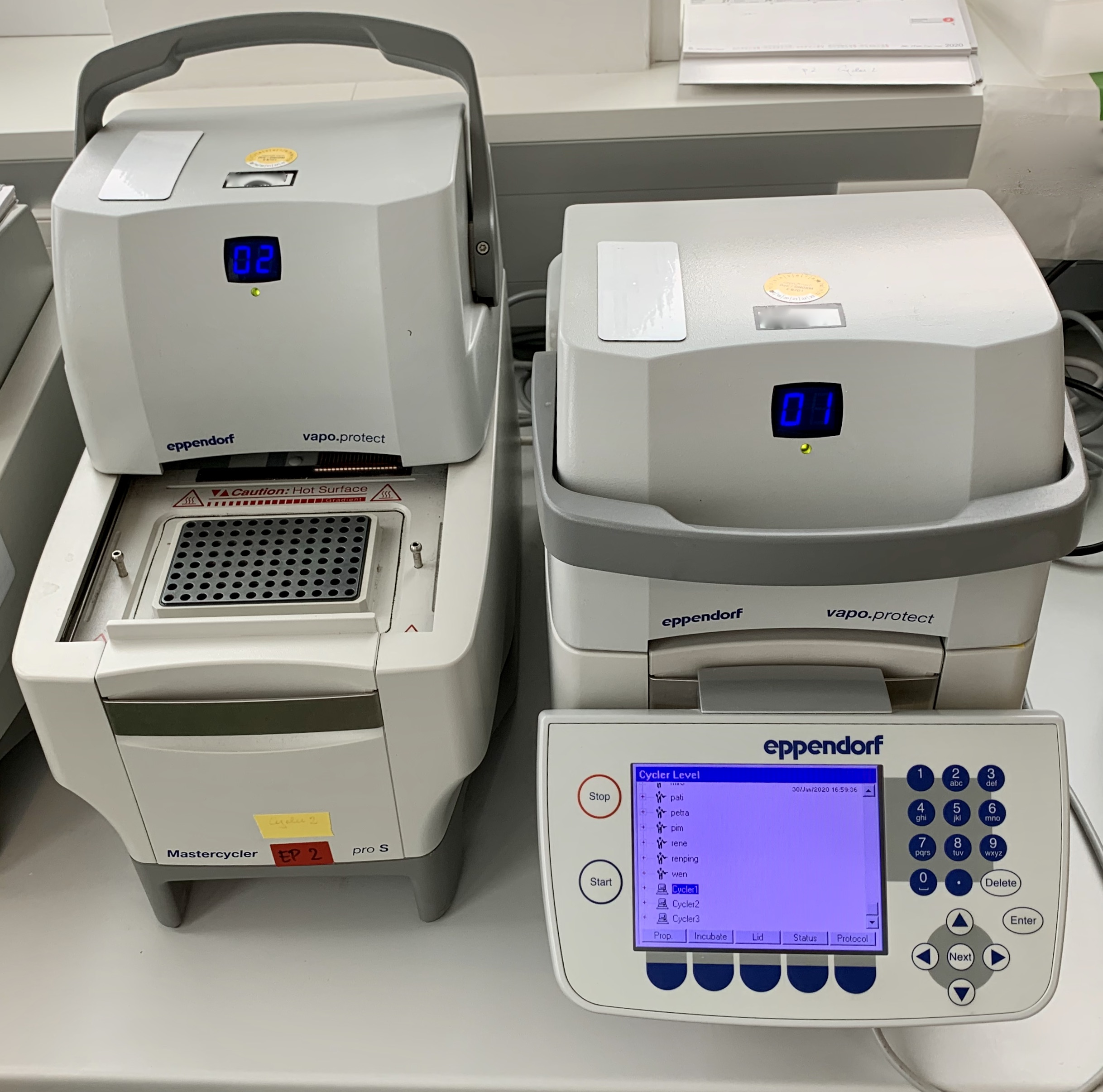
Termocykler

Amplikon – fragment DNA powstały w naturalnym procesie duplikacji genów lub podczas sztucznej amplifikacji w reakcji PCR lub LCR.